# Dendropanax oligodontus
Dendropanax oligodontus är en araliaväxtart som beskrevs av Elmer Drew Merrill och Chun. Dendropanax oligodontus ingår i släktet Dendropanax och familjen Araliaceae. Inga underarter finns listade.